# Município de Bennington (condado de Morrow, Ohio)
Localização do Ohio nos E.U.A.
O município de Bennington (em inglês: Bennington Township) é um município localizado no condado de Morrow no estado estadounidense de Ohio. No ano 2010 tinha uma população de 3102 habitantes e uma densidade populacional de 47,47 pessoas por km².

## Geografia
O município de Bennington encontra-se localizado nas coordenadas 40° 23′ 04″ N, 82° 47′ 39″ O. Segundo a Departamento do Censo dos Estados Unidos, o município tem uma superfície total de 65.35 km², da qual 65.28 km² correspondem a terra firme e (0.1%) 0.07 km² é água.

## Demografia
Segundo o censo de 2010, tinha 3102 pessoas residindo no município de Bennington. A densidade de população era de 47,47 hab./km².